# Annie Kraus
Annie Kraus (geboren  24. Januar 1867 in Rötz, Königreich Bayern; gestorben unbekannt) war eine deutsche Schriftstellerin. 

## Leben
Annie Kraus wuchs zunächst im Bayerischen Wald und dann in Mittenwald auf. Die Familie zog 1877 nach München, wo ihr Vater als Vertrauensbeamter beschäftigt war. 
Sie schrieb Gedichte, die sie unter dem Pseudonym S. Barinkay veröffentlichte, und später auch Romane.
1913 lebte sie in einem Heim in Nymphenburg. 

## Werke (Auswahl)

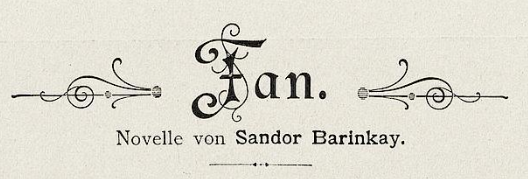
Sandor Barinkay: Fan (1900)

- Liebestraum : Lieder-Cyklus. München : G. Franz, 1889
- Sandor Barinkay: Buch der Rosen. Dresden : E. Pierson, 1892
- Sandor Barinkay: Lava. Ein Jahr aus meinem Leben. Gedichte. (1892). Leipzig: Friedrich, 1894
- Sandor Barinkay: Fan : Novelle. In: Moderne Kunst. Vierzehntagsheft-Ausgabe ; 14(1900), S. 306, S. 308
- Sandor Barinkay: Sascha. Roman. 1900
- Sandor Barinkay: Lur. Roman. 1902
- Sandor Barinkay: Abenteuer in Süd-West. Berlin : Verlagshaus f. Volkslit. u. Kunst, 1912